# بروميد الموليبدنوم الرباعي
بروميد الموليبدنوم الرباعي (أو رباعي بروميد الموليبدنوم) هو مركب كيميائي لاعضوي صيغته MoBr4 ويوجد على هيئة صلب أسود.

## التحضير
يحضر هذا المركب من تفاعل بروميد الموليبدنوم الثلاثي مع عنصر البروم:
{\displaystyle \mathrm {2\ MoBr_{3}+Br_{2}\longrightarrow 2\ MoBr_{4}} }
كما يمكن أن يحضر هذا المركب من برومة سداسي كربونيل الموليبدنوم.

## الخواص
يوجد هذا المركب في الشروط القياسية على هيئة صلب أسود. يؤدي تسخينه تحت التفريغ عند درجات حرارة تتجاوز 110 °س إلى تفككه إلى بروميد الموليبدنوم الثلاثي وعنصر البروم.